# Lademanns leksikon
Lademanns leksikon var oprindelig et trykt leksikon, der blev udgivet i 1970'erne og 1980'erne i forbindelse med Lademanns Bogklub. Cand.mag. Torben Wang Langer (1924-1988) var hovedredaktør på værket.
Værket byggede på et tidligere leksikon (Hirschsprung), som var tilsat rigeligt med illustrationer.
Første udgave var i 20 bind (+ 2 tillægsbind) og blev udgivet fra 1971. Anden udgave udkom under navnet Lademann i 30 bind i perioden 1982-1989. 
De blev senere erstattet af flere elektroniske udgaver (cd-rommer til pc'er med Microsoft Windows).
Lademanns leksikon blev efterfølgende overtaget af Forlaget Aschehoug, som fortsatte udviklingen af leksikonets internet-udgave under navnet Aschehougs leksikon. Denne internetudgave lukkede dog i november 2011.